# Sumo Cyco
Sumo Cyco는 2011년 캐나다 온타리오주 토론토에서 결성된 록 밴드이다. 솔로로 활동하였던 스카이 스윗남이 소속되었다.

## 구성원
- Sever(Skye Sweetnam) - 보컬
- MD(Matt 'MD' Drake) - 리드 기타
- THOR(Ken 'THOR' Corke) - 베이스
- WOLF(Andy 'THE WOLF' Joseph) - 드럼

## 음반 목록
- Lost in Cyco City (2014년)

## 수상경력
2007 토론토 인디펜던트 대상 여성 락밴드 1위